# Reator A2W

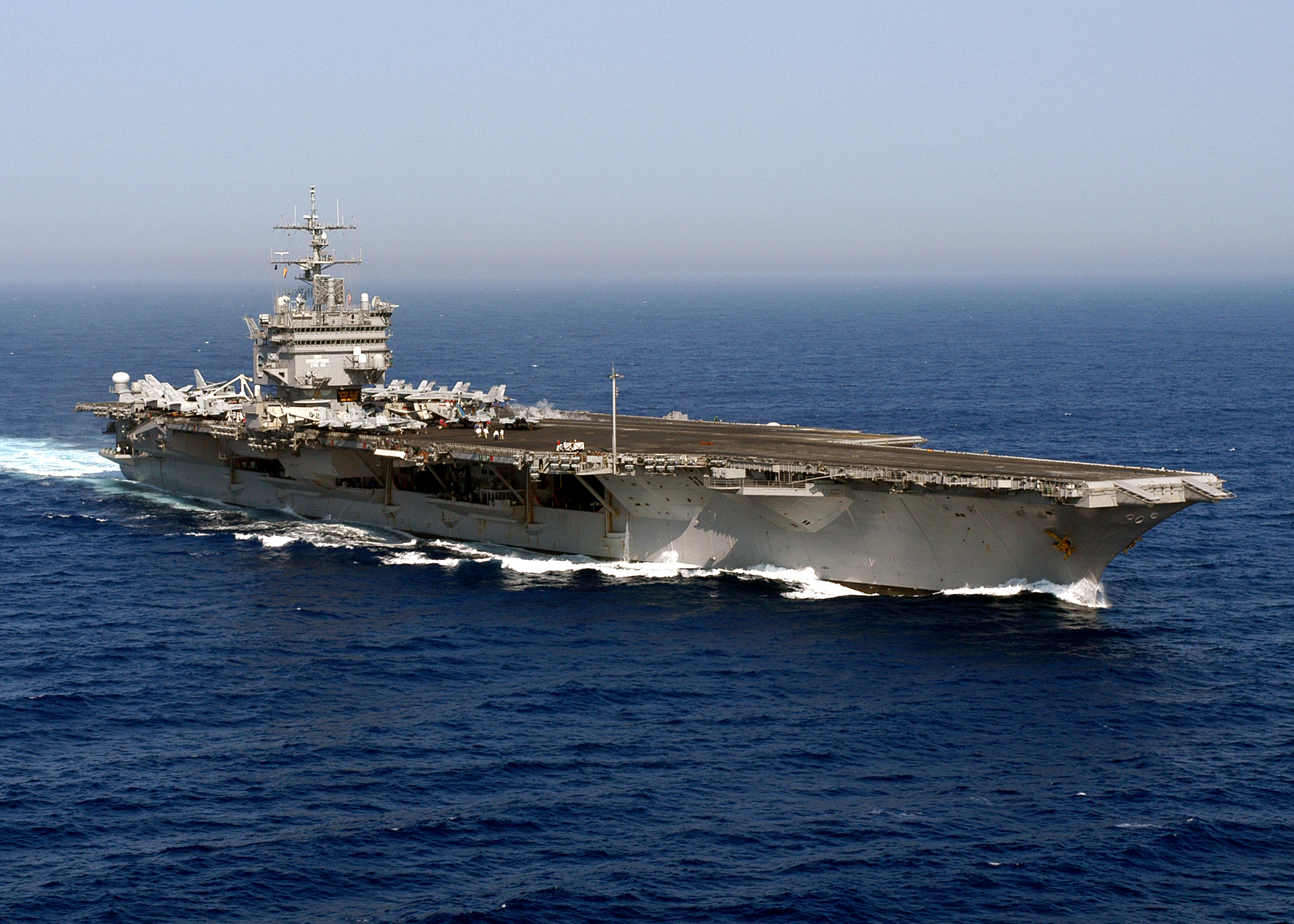
O no oceano Atlântico em junho de 2004.

O reator A2W era um reator nuclear utilizado pela Marinha dos Estados Unidos para fornecer a  geração de eletricidade e propulsão em navios de guerra. A designação A2W:
- A = reator utilizado em porta-aviões
- 2 = Segunda geração de reator projetado pelo contratante
- W = Westinghouse, o designer contratado

## História
Este reator nuclear foi usado no primeiro porta-aviões movido a energia nuclear do mundo, o USS Enterprise (CVN-65). As quatro plantas de propulsão no Enterprise continha dois reatores cada, numeradas de acordo com o eixo que eles alimentavam, 1A-1B, 2A-2B, 3A-3B e 4A-4B. Cada planta de propulsão era capaz de operar com apenas um reator com a maioria da faixa de potência necessária para impulsionar o navio a velocidades superiores a 33 nós (60 km/h). Ambos os reatores seriam ligados simultaneamente para fornecer a velocidade máxima do navio e maior capacidade de lançar aviões.

## Projeto e operação
Os reatores são reatores de água pressurizada alimentada por urânio-235 altamente enriquecido (acima de 93%). Água leve era usada tanto como moderadora de nêutrons assim como refrigerante do reator. Hastes de Controle de Háfnio eram usadas para controlar a operação do reator. Extraindo as hastes para uma altura calculada permitia que o reator atingisse criticidade, o ponto em que as reações nucleares alcançam a auto-sustentabilidade. Depois disso, o fluxo de vapor (de geradores de vapor) regulava a potência do reator, conforme explicado abaixo. As hastes de controle são "corrigidos" para regular a temperatura média do líquido de refrigeração ou rebaixados para a parte inferior do vaso do reator para desligar o reator, seja feito de uma forma lenta e forma controlada, ou caindo rapidamente no que é chamado de "SCRAM" para desligar imediatamente o reator em uma emergência.
Muito do controle de potência do reator durante o estado estacionário de operação é resultado da água refrigerante com coeficiente de temperatura negativo. A potência do reator é determinada pela taxa instantânea de eventos de fissão que acontecem no combustível. À medida que a água esquenta, expande-se e torna-se menos densa, o que proporciona menos moléculas por volume para moderar os nêutrons, portanto, menos nêutrons são desacelerados para a energia térmica necessária para apoiar a fissão térmica. Por outro lado, quando a temperatura da água diminui, a sua densidade aumenta e um número maior de nêutrons alcançam o estado de energia necessário, aumentando o número de cisões por unidade de tempo, gerando mais calor. Isto tem o efeito de permitir que "a demanda de vapor" controle a potência do reator, exigindo pouca intervenção do operador do Reator para alterações na potência exigida pelas  operações no navio.
A água quente dos reatores é enviada, através de tubos de grandes dimensões para trocadores de calor, chamados de geradores de vapor. Lá o calor do líquido de resfriamento  pressurizado do reator é transferida, através de paredes do tubo, para água que alimenta os geradores de vapor a partir de um sistema de alimentação separado. Nos sistemas A1W e A2W, a água refrigerante dos reatores é mantida entre 525 e 545 °F (274 e 285 °C). Nos geradores de vapor, a água do sistema de alimentação é convertida em vapor a  535 °F (279 °C) com uma pressão de cerca de 600 psi (4 MPa). Uma vez que a água cedeu o seu calor nos geradores de vapor, ela é devolvida, através de grandes bombas elétricas (quatro por reator), para os reatores para repetir o ciclo.
Vapor saturado a 600 psi é canalizada de cada gerador de vapor para um cabeçalho comum, onde o vapor é então enviada para o motor principal, geradores elétricos, sistema de catapulta dos aviões e vários auxiliares. Há duas turbinas de propulsão principal, uma turbina de alta pressão e uma turbina de baixa pressão, com um separador de umidade no local entre os dois. A turbina principal de propulsão de baixa pressão tem um fim duplo, onde o vapor entra pelo centro e se divide em duas correntes enquanto passa pelas reais rodas das turbinas, expandindo e cedendo a sua energia, fazendo com que a turina gire a alta velocidade. O eixo principal entra em uma engrenagem de redução, em que a alta velocidade de rotação do eixo da turbina é diminuída para uma taxa de giro utilizável para propelir o navio. O vapor despendidos do motor principal e outros auxiliares entra os condensadores para ser resfriado em água líquida e reciclados para o sistema de alimentação.